# جولی کین
جولی کین (زادهٔ ۲۰ ژوئیهٔ ۱۹۵۲ در بوستون) شاعر، پژوهشگر و ویراستار معاصر آمریکایی است و در دورهٔ ۲۰۱۱–۲۰۱۳ به‌عنوان شاعر برگزیدهٔ ایالت لوئیزیانا فعالیت کرد.
با اینکه در ماساچوست متولد شد، کین بیش از سه دهه در لوئیزیانا زندگی کرده و دربارهٔ این منطقه با آگاهی دوگانهٔ یک فرد غیربومی می‌نویسد. آثار او تحت تأثیر شاعران اعترافی قرار دارد؛ در واقع، او در زمان خودکشی آن سکستون، دانشجوی سمینار شعر وی در مقطع کارشناسی ارشد در دانشگاه بوستون بود.  
او همچنین با جنبش فرمالیسم نوین در شعر معاصر مرتبط است، هرچند که اشعاری در قالب شعر آزاد نیز منتشر کرده‌است. اشعار فرمال او معمولاً «قوانین» قالب‌های شعری را انعطاف‌پذیرتر کرده و از قافیهٔ ناقص استفاده می‌کنند.

## زندگی
کین دوران کودکی خود را در ماساچوست، شمال ایالت نیویورک و مونتکلر، نیوجرسی گذراند و در سال ۱۹۷۰ از دبیرستان مونتکلر فارغ‌التحصیل شد. پدرش، ادوین جولیان کین، گویندهٔ اخبار رادیویی و تلویزیونی بود و مادرش، نانت اسپیلین کین، معلم دبستان بود که چندین مقاله و داستان کوتاه در نشریاتی مانند ردبوک و کریسشن ساینس مانیتور منتشر کرد.
کین در سال ۱۹۷۴ از دانشگاه کرنل فارغ‌التحصیل شد و در آنجا نزد ای. آر. آمونز، ویلیام متیوز و رابرت مورگان به تحصیل پرداخت. او برندهٔ مسابقهٔ شعر دانشجویی مجلهٔ مادموازل شد که توسط سکستون و جیمز مریل داوری می‌شد و سپس برای ادامهٔ تحصیل به دانشگاه بوستون رفت و مدرک کارشناسی ارشد خود را در رشتهٔ نوشتن خلاق دریافت کرد. از بوستون، کین به اکستر، نیوهمپشایر نقل مکان کرد و نخستین زنی شد که به عنوان همکار ادبی جرج بنت در آکادمی فیلیپس اکستر انتخاب شد.
در سال ۱۹۷۶، کین به بتون‌روژ، لوئیزیانا رفت و شروع به گنجاندن تأثیرات خود از منظره‌ها و فرهنگ منحصربه‌فرد منطقه در اشعارش کرد. با اشتغال به عنوان نویسندهٔ فنی در نیواورلئان، با شاعرانی که در جلسات هفتگی ادبی بار میپل لیف شرکت می‌کردند، از جمله یوسف کمنی‌اکا، گریس باور و اورِت مدوکس، ارتباط برقرار کرد. در سال ۱۹۸۲، ناشر بریتانیایی جفری گادبرت، مجموعه‌ای دو نفره از اشعار کین و روث اداتیا را با عنوان دو در یک منتشر کرد. در سال ۱۹۸۷، نخستین مجموعهٔ شعر مستقل او با عنوان بدن و روح توسط انتشارات پیروگ به چاپ رسید. در سال ۱۹۹۱، انتشارات گرویل مجموعهٔ کوتاه او با نام اشعار متصدی بار را منتشر کرد و او توسط هارولد پینتر در مرکز ساوت‌بانک در لندن معرفی شد. کین در سال ۱۹۹۱ به مقطع تحصیلات تکمیلی در دانشگاه ایالتی لوئیزیانا بازگشت. در آنجا، جایزهٔ آکادمی شاعران آمریکا را کسب کرد و رسالهٔ دکترای خود را تحت راهنمایی شاعر دیو اسمیت دربارهٔ ویلانل نوشت. پس از دریافت مدرک دکتری، در دانشگاه ایالتی نورث‌وسترن به تدریس زبان انگلیسی و نویسندگی خلاق پرداخت. او همچنین به‌عنوان بورسیهٔ فولبرایت در دانشگاه تربیت معلم ویلنیوس فعالیت کرده و دو بار به‌عنوان نویسندهٔ مقیم در دانشگاه تولین در نیواورلئان مشغول به کار بوده‌است.
آثار او در نشریاتی چون فورمالیست، بازنگری جنوبی، مجله لندن، مطالعات فمینیستی، مجله زبان مدرن، ادبیات قرن بیستم، ادبیات/فیلم کوارترلی و مجله مطالعات آگاهی منتشر شده‌است. دو شعر از آثار او توسط آهنگساز لیبی لارسن به موسیقی تبدیل شده و بر روی سی‌دی‌هایی توسط گروه مدرسه کر پسران آمریکا و خواننده سوزان منتزر ضبط شده‌اند.

## جوایز
- جایزهٔ آکادمی شاعران آمریکا، داوری‌شده توسط لوئیز گلیک
- جایزهٔ لوئیس پی. سیمپسون برای رسالهٔ دکترای او دربارهٔ ویلانل، به راهنمایی شاعر دیو اسمیت
- برندهٔ مجموعه شعر ملی سال ۲۰۰۲ برای ریتم و بوز، انتخاب‌شده توسط مکسین کومین
- بورسیهٔ فولبرایت سال ۲۰۰۲ در دانشگاه تربیت معلم ویلنیوس، لیتوانی
- برندهٔ جایزهٔ شعر دونالد جاستیس در سال ۲۰۰۹، از سوی جوایز شعر آیریس ان. اسپنسر